# Bolha (medicina)
Uma bolha é uma pequena bolsa de fluido corporal (linfa, soro, plasma, sangue ou pus) dentro das camadas superiores da pele, tipicamente causadas por fricção forçada, queimaduras, congelamento, exposição a produtos químicos ou infecção. A maioria das bolhas é preenchida com um líquido claro, seja soro ou plasma.